# 다케타즈정
다케타즈정 (다케타즈마치)(竹田津町)은 오이타현 히가시쿠니사키군에 있던 정이다. 현재의 구니사키시의 일부에 해당한다.

## 역사
- 1889년 4월 1일 - 정촌제 시행에 의해 히가시쿠니사키군 다케타즈촌이 성립하였다.
- 1913년 1월 1일 - 정으로 승격해 다케타즈정이 되었다.
- 1960년 3월 31일 - 구니미정과 합병해 구니미정이 성립하여 폐지되었다.

## 교통

### 항만
- 다케타즈항

## 참고문헌
- 角川日本地名大辞典 44 大分県
- 『市町村名変遷辞典』東京堂出版、1990年。